# Elisabeth Obreen
Adriana Elisabeth Obreen (geboren 2. April 1868 in Rotterdam; gestorben 16. August 1943 in Baarn) war eine niederländische Malerin und Zeichnerin.

## Leben

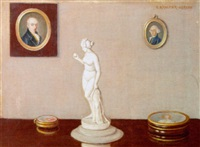
Stillleben mit Marmorfigur

Elisabeth Obreen wurde am 2. April 1868 in Rotterdam geboren. Sie war die Tochter von Christiaan Marie Cornelis Obreen und Anna Mees. Am 1. November 1894 heiratete sie Carl Kraemer aus Rotterdam. Sie erhielt ihre Ausbildung an der Academie voor Beeldende Kunsten in Rotterdam und spezialisierte sich auf Stillleben. Obreen war Mitglied der Schilderessenvereniging ODIS, mit der sie auch ausstellte. Von 1928 bis 1942 lebte sie in Den Haag danach zog sie nach Baarn, wo sie am 16. August 1943 starb.